# Kommunstyrelse
En kommunstyrelse är i bland annat Sverige och Finland en kommuns verkställande organ och dess ledamöter väljs av kommunfullmäktige, som är kommunens högsta beslutande organ. En viktig skillnad mellan Sverige och Finland är att i Sverige är samtliga nämnder direkt underställda kommunfullmäktige, medan övriga kommunala nämnder i Finland är underställda kommunstyrelsen. Kommunstyrelsen i Sverige har, förutom ansvaret för sin egen verksamhet, även ansvaret att samordna (men inte styra) de övriga nämnderna i kommunen.

## Kommunstyrelsens roll i Sverige
Kommunstyrelsen i en svensk kommun är formellt den nämnd i kommunen som ansvarar för samordningen av arbetet i alla nämnder i kommunen. Det är kommunfullmäktige (kommunens högsta beslutande organ) som väljer ledamöter i kommunens nämnder (kommunens högsta verkställande organ) och kommunrevisionen (kommunens högsta granskande organ). Ledamöterna i alla verkställande nämnder inklusive kommunstyrelsen (som har samordningsansvar bland nämnderna) samt kommunrevisionen (som ska bestå av minst 5 förtroendevalda kommunrevisorer) väljs av kommunfullmäktige. Ledamöterna i alla nämnder samt kommunrevisorerna nomineras av samtliga partier i kommunfullmäktige och fördelas i proportion till valresultatet det senaste valet. Kommunrevisionen granskar årligen på kommunfullmäktiges uppdrag arbetet i kommunstyrelsen och övriga nämnder samt verksamheten i de kommunala bolagen. Därefter beviljar eller avstyrker kommunfullmäktige ansvarsfrihet för ledamöterna i kommunstyrelsen och övriga nämnder baserat på kommunrevisorernas granskningsrapport(er) och revisionsberättelse.
Kommunstyrelsens ordförande, ofta förkortat KSO, är ett kommunalråd från det politiska block som vunnit valet (i fortsättningen benämnt majoriteten). Kommunalråd från partier som inte tillhör majoriteten brukar benämnas oppositionsråd. Antalet kommunalråd/oppositionsråd varierar betydligt mellan svenska kommuner, från en eller två i mindre kommuner till ett tiotal i större kommuner. Kommunstyrelsens ordförande ska inte förväxlas med kommunfullmäktiges ordförande som ibland benämns borgmästare (även om denna titel som funnits i Sverige sedan 1200-talet formellt avskaffades i lagtexten 1971). Kommunstyrelsens ordförande är kommunens högsta politiska ledare.
Pedagogiskt, och för att jämföra med staten, brukar kommunfullmäktige (i fortsättningen benämnd fullmäktige) kallas för kommunens "riksdag" eller parlament, medan kommunstyrelsen och nämnderna tillsammans utgör kommunens "regering". De olika nämnderna motsvarar närmast regeringens olika departement men till skillnad från den statliga nivån är det kommunfullmäktige (och inte "regeringen") som utser ordförande ("ministrar") i respektive nämnd. I kommunen kan det liknas vid en "samlingsregering", eftersom företrädare för både majoriteten och oppositionen sitter i kommunstyrelsen och övriga nämnder. Finland har av historiska skäl ett liknande system som Sverige på kommunal nivå. Kommunrevisionens årliga granskning och ansvarsutkrävande för politikerna i kommunens "regering" (kommunstyrelse och övriga nämnder) saknar motsvarighet på statlig nivå (där anmälan till konstitutionsutskottet endast sker i undantagsfall, vid misstanke om allvarliga missförhållanden).
Kommunstyrelserna i Sverige kallades innan kommunreformen 1971 för kommunalnämnd i landskommuner och köpingar, samt stadskollegium eller drätselkammare i städerna. Det finns sedan 1862 kommunal självstyrelse i Sverige som bland annat ger kommunerna beskattningsrätt och beslutanderätt i många lokala frågor.

## Sammansättning
Ledamöterna i fullmäktige väljs i Finland och Sverige direkt av folket vart fjärde år. Det nyvalda fullmäktige ska utse kommunstyrelsen. Det politiska styrkeförhållandet i kommunstyrelsen ska avspegla styrkeförhållandena i fullmäktige. Den matematiska metod för att utifrån antalet röster fördela platser till olika partier i Sverige kallas jämkade uddatalsmetoden. I Finland används d’Hondts metod. Kommunallagen och vallagen i Sverige innehåller reglerna för det ovan beskrivna. Sveriges grundlag garanterar kommunal självstyrelse.
Politikerna i kommunstyrelsen är avsevärt färre än ledamöterna i fullmäktige. I Sverige är det vanligt att kommunstyrelsen har 9, 11, 13 eller 15 ledamöter. Sveriges tre största kommuner – Stockholm, Göteborg och Malmö – har 13 politiker i sina respektive kommunstyrelser. Sveriges minsta kommun Bjurholm har 9.
Kommunstyrelsens sammanträde leds av en ordförande. Dessutom kan det finnas en första vice ordförande och ibland även en andra vice ordförande. Lagen i Finland förutsätter "tillräckligt många" vice ordförande. Av tradition brukar i Sverige det största oppositionspartiet får posten som första vice eller andra vice ordförande, och populärt kallas denna person oppositionsråd. Den svenska lagen kräver inte att det ska finnas någon tjänst som slutar på "-råd", men trots detta finns kommunalråd i nästan samtliga kommuner. Små kommuner har ett och större kommuner kan ha betydligt fler. 
Stockholms kommun har ett system med så kallade borgarråd som är chefer för olika förvaltningsgrenar, rotlar, i Stockholms kommun. Borgarråden motsvarar kommunalråd i andra svenska kommuner och utses av kommunfullmäktige. Mandatperioden 2006–2010 fanns 14 borgarråd. Tillsammans utgör de borgarrådsberedningen, som är stadens verkställande ledning under kommunstyrelsen. Det främsta av borgarråden är finansborgarrådet, som även är ordförande i kommunstyrelsen.  
Kommunstyrelsen kan ha ett eller flera utskott. Normalt finns ett arbetsutskott, kommunstyrelsens arbetsutskott, förkortat KSAU. Till skillnad från fullmäktigemötena är kommunstyrelsens möten i de flesta fall inte öppna för allmänheten. Däremot är tjänstemän i kommunen ofta föredragande, medan vid fullmäktigemötena i princip endast en stads- eller kommundirektör då sådan finns har yttranderätt vid sidan om fullmäktiges ledamöter.

## Uppgifter
I Sverige ska kommunstyrelsen:
- leda och samordna förvaltningen av kommunens angelägenheter
- uppmärksamt följa de frågor som kan inverka på kommunens utveckling och ekonomiska ställning
- från nämnder, beredningar och anställda i kommunen begära in de yttranden som behövs
- sköta kommunens ekonomiska förvaltning
- ha uppsikt över nämnderna och de företag som kommunen har inrättat
- göra de framställningar som behövs hos fullmäktige, nämnder och andra myndigheter
- bereda eller yttra sig i nästan alla ärenden som ska beslutas av kommunfullmäktige
- verkställa kommunfullmäktiges beslut.

### Organisation
Dessa uppgifter kräver relativt avancerade fackkunskaper på en rad områden. Kommunstyrelsens politiker har därför en tjänstemannaorganisation till sitt förfogande. Dessa är ekonomer, jurister, samhällsplanerare, kvalificerade utredare, och specialister på EU och internationella kontakter, information m.m. Dessa arbetar vanligen i stadshuset eller kommunhuset under en chef som tituleras stadsdirektör, kommundirektör eller kommunchef. Själva organisationen kallas stadsledningskontor eller kommunledningskontor.

## Förhållandet mellan kommunstyrelse och kommunala facknämnder
Kommunallagen kräver att en kommun måste ha en styrelse. Kommunfullmäktige kan också besluta att inrätta särskilda facknämnder (exempelvis socialnämnden och utbildningsnämnden). Tre nämnder är obligatoriska enligt andra speciallagar i Sverige. Dessa är valnämnden, krisledningsnämnd (LEH 2006:544) och överförmyndarnämnden (om inte kommunfullmäktige väljer att utse en särskild person till överförmyndare). Nämnderna i Sverige är gentemot kommunstyrelsen självständiga förvaltnings- och beslutsorgan (så kallade myndigheter). Beslut som fattas av en nämnd kan inte överprövas av kommunstyrelsen. Dock, om ett ärende är av en sådan art att det ska beslutas av kommunfullmäktige, så har alltid kommunstyrelsen rätt att yttra sig över förslaget från nämnden och kan ha en avvikande åsikt.

## Förhållandet mellan kommunstyrelse och kommunrevisionen
Kommunallagen kräver även att en kommun måste ha en kommunal revision som är självständig från kommunens verkställande organ (kommunstyrelse och övriga nämnder). Kommunfullmäktige utser därför efter allmänt val en kommunrevision bestående av minst fem oberoende kommunrevisorer som var och en är självständiga myndigheter. Det vanliga är att kommunens revisorer oavsett partitillhörighet samarbetar i arbetet med att granska kommunens nämnder inklusive kommunstyrelsen samt de kommunala bolagen. De kommunala revisorerna är enligt kommunallagen fria att välja sakkunniga som hjälper dem att granska de kommunala verksamheterna. I större kommuner är det vanligt att det inrättas ett revisionskontor med en revisionschef medan kommunrevisionen i mindre kommuner ofta anlitar konsulter för delar av granskningsarbetet.